# Собор в Бари
Собор в Бари — собор, созванный в 1098 году Римским папой Урбаном II для примирения Католической и Православной церквей. В Соборе участвовала и делегация Киевской митрополии.
Во время краткого периода сближения между Византией и папой римским во время Первого Крестового Похода, в 1098 году Папа Урбан Второй созвал Собор в Бари с целью окончательного определения позиции в догматическом споре о Filoque между Католической и Православными Церквями, явившемся одной из главных причин Великого Раскола 1054 года. В соборе, под председательством самого Папы, приняли участия более 180 католических епископов, включая известного теолога Ансельма Кентерберийского, считающегося отцом схоластики, который и выступил на соборе с главным докладом на тему «Исхождение Святого Духа», поддерживающего позицию латинян. Кроме того, собор рассмотрел разнообразные вопросы поместного управления и поддержал позицию Ансельма в его конфликте с английским королём Вильгельмом II.
Никто из известных православных богословов, таких как Св. Феофилакт Болгарский, живший в то же время и выступавший против внесения изменения в Никео-Цареградский Символ Веры, участия в соборе не принимал. Источники сообщают об участии греческих епископов и монахов из Южной Италии, но ничего не известно об их участии в дискуссии на тему Филиокве, если таковые вообще и были. Возможно, реальной целью собора просто являлась формальная поддержка позиции Папы в его диспуте с Восточными Церквями.

## Результаты
Католический собор поддержал Папу и Ансельма и постановил предать анафеме всех несогласных. Таким образом, собор мало чем помог разрешению догматического спора и устранению конфликта между церквями, как и последующие Лионский и Ферраро-Флорентийский соборы и Церкви так и остаются разделенными по сей день.